# Amboise
Amboise (pronuncia francese [ɑ̃ˈbwaz]) è un comune francese di 13 119 abitanti situato nel dipartimento dell'Indre e Loira nella regione del Centro-Valle della Loira.

## Storia
Vi trascorsero gli ultimi anni della loro vita Carlo VIII, che vi morì nel 1498 e Leonardo da Vinci, che si spense ad Amboise lunedì 2 maggio 1519. La località è nota per il castello omonimo che, iniziato nel Quattrocento, venne ultimato solo durante il regno di Francesco I, nel terzo decennio del XVI secolo.

## Monumenti e luoghi di interesse
- Castello di Amboise
- Chiesa di San Fiorentino

## Società

### Evoluzione demografica
Abitanti censiti